# بیل بروس (ورزشکار)
بیل بروس (انگلیسی: Bill Bruce; ۲۸ ژوئیهٔ ۱۹۲۳ – ۱ اوت ۲۰۰۲) ورزشکار دو و میدانی اهل استرالیا بود.